# Heide
För andra betydelser, se Heide (olika betydelser).
Heide är en stad och huvudort för Kreis Dithmarschen i förbundslandet Schleswig-Holstein i Tyskland.
Heide var från 1447 huvudort i bonderepubliken Dithmarschen. Den 13 juni 1559 ägde ett fältslag rum där, då 20 000 man med Johan Rantzau i spetsen tvingade landet att underkasta sig dansk överhöghet, samtidigt som 3 000 dithmarschare stupade. Heide erhöll stadsrättigheter 1869/1870.
Staden har Tysklands största marknadsplats på 4,7 ha. Varje år arrangeras en julmarknad på marknadsplatsen med allt från skridskobanor till stånd där mat och dryck erbjuds.
Från Heide kom Peter Petersen (1708–1783), den svenske kungens livmedikus. Han adlades 1770 von Heidenstam. Han var Verner von Heidenstams farfars far. Diktaren Klaus Groth kom från Heide och kompositören Johannes Brahms (1833–1897) bodde under ett antal år i staden, innan han flyttade till Wien.

## Sport
I Heide med omnejd finns det en mängd olika sportföreningar. Den största sportföreningen i Heide är MTV Heide, där det erbjuds sporter allt från fotboll, basket och volleyboll till pingis och yoga.
Stadens fotbollslag Heider SV spelar i Verbandsliga Schleswig-Holstein.

## Utbildning
Trots Heides relativt lilla folkmängd så finns ändå en högskola i staden, "Fachhochschule Westküste" eller bara FHW. På skolan studerar cirka 1500 elever årligen, såväl tyska som internationella studenter. På skolan finns program såsom BWL - Betriebswirtschaftslehre (ekonomi) och elektroteknik/datorteknik, med förgreningar i båda utbildningarna.
Werner-Heisenberg-Gymnasium (WHG) byggdes i slutet av 1800-talet och byggnaden som byggdes då står kvar idag efter renovering och går efter namnet "Altbau" som betyder gammal byggnad. 1933 döptes skolan om till Adolf Hitler Schule och var en nazistskola. 1945 stängdes skolan av den brittiska armén men öppnade året därpå med namnet "Gymnasium Rosenstraße". Läsåret 2015/2016 bytte WHG från G9 till G8 vilket betyder att eleverna läser till och med åk 12 istället för åk 13. Det betyder att alla elever läser fler timmar per vecka. På WHG går det drygt 1100 elever från åk 5 till 13.
Heides andra Gymnasium heter "Gymnasium Heide-Ost" (GHO) och är en något nyare skola som grundades 1978 och som också ligger centralt i Heide. Skolan har cirka 700 elever.
"Berufliches Gymnasium am BBZ Dithmarschen" är en skola där man läser praktiska ämnen, motsvarande ett yrkesprogram i Sverige. På BBZ ges 3 olika inriktningar:
- Arbete inom sociala sektorn, såsom äldrevård och sjukhus
- Ekonomi
- Teknik (går ibland på skolan i Meldorf)

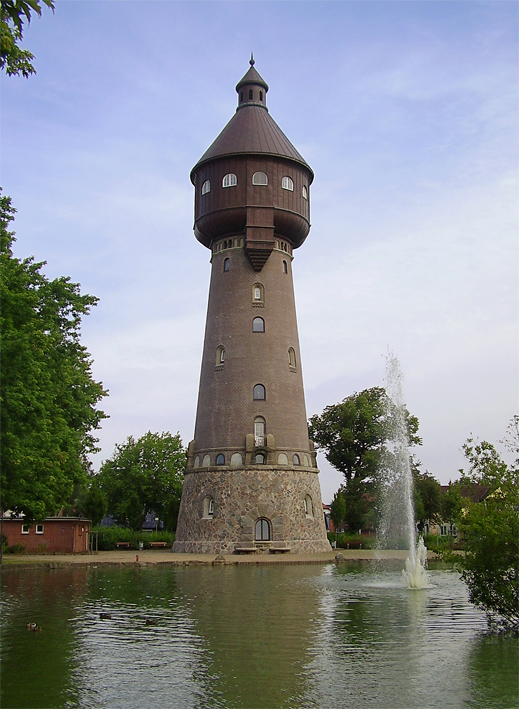
Ett av stadens vattentorn.